# Albert Goblet d’Alviella

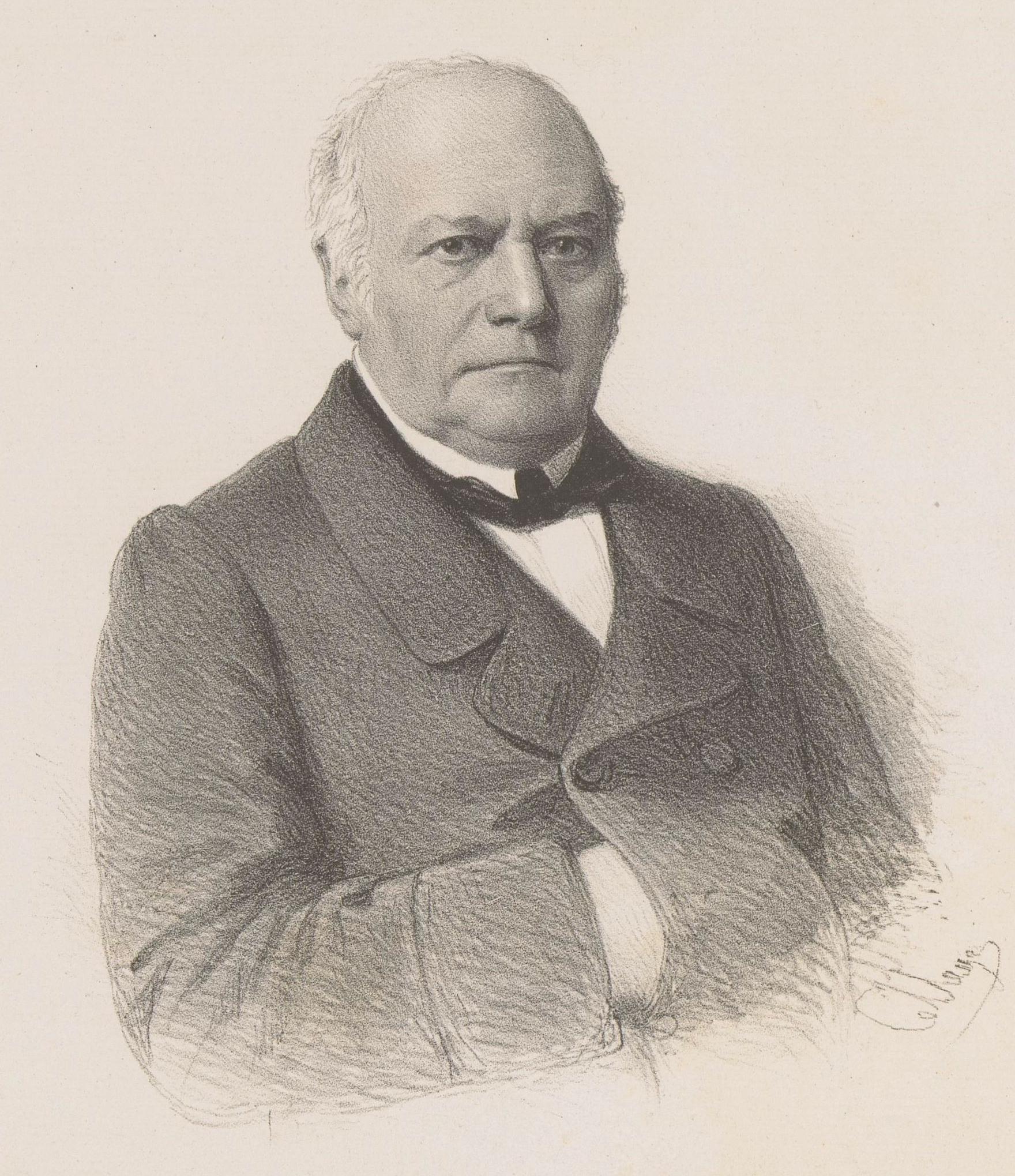
Albert Goblet

Albert Joseph Goblet, Graf von Alviella (* 26. Mai 1790 in Tournai; † 5. Mai 1873 in Brüssel) war ein belgischer General und Staatsmann.

## Leben
Albert Joseph Goblet erhielt seine Bildung in französischer Militärschulen und trat 1811 als Ingenieuroffizier in die französische Armee ein. In dieser Stellung machte er die Feldzüge in Spanien mit und zeichnete sich bei der Verteidigung von San Sebastian aus, weshalb er zum Hauptmann avancierte. Nach Napoleons Sturz und der ersten Restauration der Bourbonen begab er sich im Februar 1815 in niederländische Dienste, focht bei Waterloo (18. Juni 1815), wurde später im Ingenieurkorps angestellt und leitete namentlich die Festungsbauten von Nieuwpoort und Menen.
Da Goblet sich 1830 der belgischen Revolution anschloss, wurde er von der provisorischen Regierung zum Oberst und Generaldirektor des Geniekorps und bald darauf zum Generalkriegskommissar ernannt. Des Orangismus verdächtig, musste er indessen im März 1831 die ihm vom Regenten anvertraute Führung des Kriegsministeriums niederlegen. Bald darauf wurde er aber von Tournai in die Repräsentantenkammer gewählt und von König Leopold I. zum Adjutanten sowie zum Generalinspektor der Festungen und des Geniekorps ernannt. Dann war er belgischer Bevollmächtigter bei der Londoner Konferenz und wurde am 20. Oktober 1832 Minister der auswärtigen Angelegenheiten und gleichzeitig Premierminister. Er veranlasste Frankreich zur Belagerung der Zitadelle von Antwerpen und brachte dann die Konvention vom 21. Mai 1833 zustande, die Belgien den für seine Industrie so segensreichen territorialen Status quo sicherte. Später bearbeitete er einen Entwurf eines neuen Verteidigungssystems der Nordgrenze von Belgien.
Da Goblet nicht wieder in die Repräsentantenkammer gewählt wurde, schied er am 25. Dezember 1833 aus dem Ministerium aus und ging als Gesandter nach Berlin. Dort wurde er aber nicht angenommen, weil er dem König der Niederlande den Eid gebrochen hatte, weshalb er nach Brüssel zurückkehrte. 1837 begab er sich als Gesandter und Berater der Königin Maria da Gloria nach Portugal und wurde wegen der ihr geleisteten Dienste zum Granden und Grafen von Alviella ernannt. 1839 kehrte er nach Brüssel zurück und wurde Staatsminister ohne Portefeuille. 1843 erhielt er im Kabinett des Premierministers Nothomb zum zweiten Mal die Leitung des Ministeriums der auswärtigen Angelegenheiten übertragen, legte sein Amt aber 1845 bei der Bildung des exklusiv katholischen, von de Theux geführten Kabinetts nieder. 
1845–59 war Goblet liberaler Abgeordneter. 1854 schied er als General aus dem militärischen Dienst aus. Seine 1858 vorgestellten Pläne zur Verstärkung der Festung Antwerpen wurden angenommen. Er starb am 5. Mai 1873 im Alter von knapp 83 Jahren in Brüssel.

## Veröffentlichungen
- Des cinq grandes puissances de l’Europe dans leurs rapports politiques et militaires avec la Belgique, Brüssel 1863
- Dix-huit mois de politique et de négociations se rattachant à la première atteinte portée  aux traités de 1815, 2 Bde., Brüssel 1864–65
- L’établissement des Cobourg en Portugal. Étude sur les débuts d’une monarchie constitutionnelle, Brüssel 1869